# Anders Grenstad

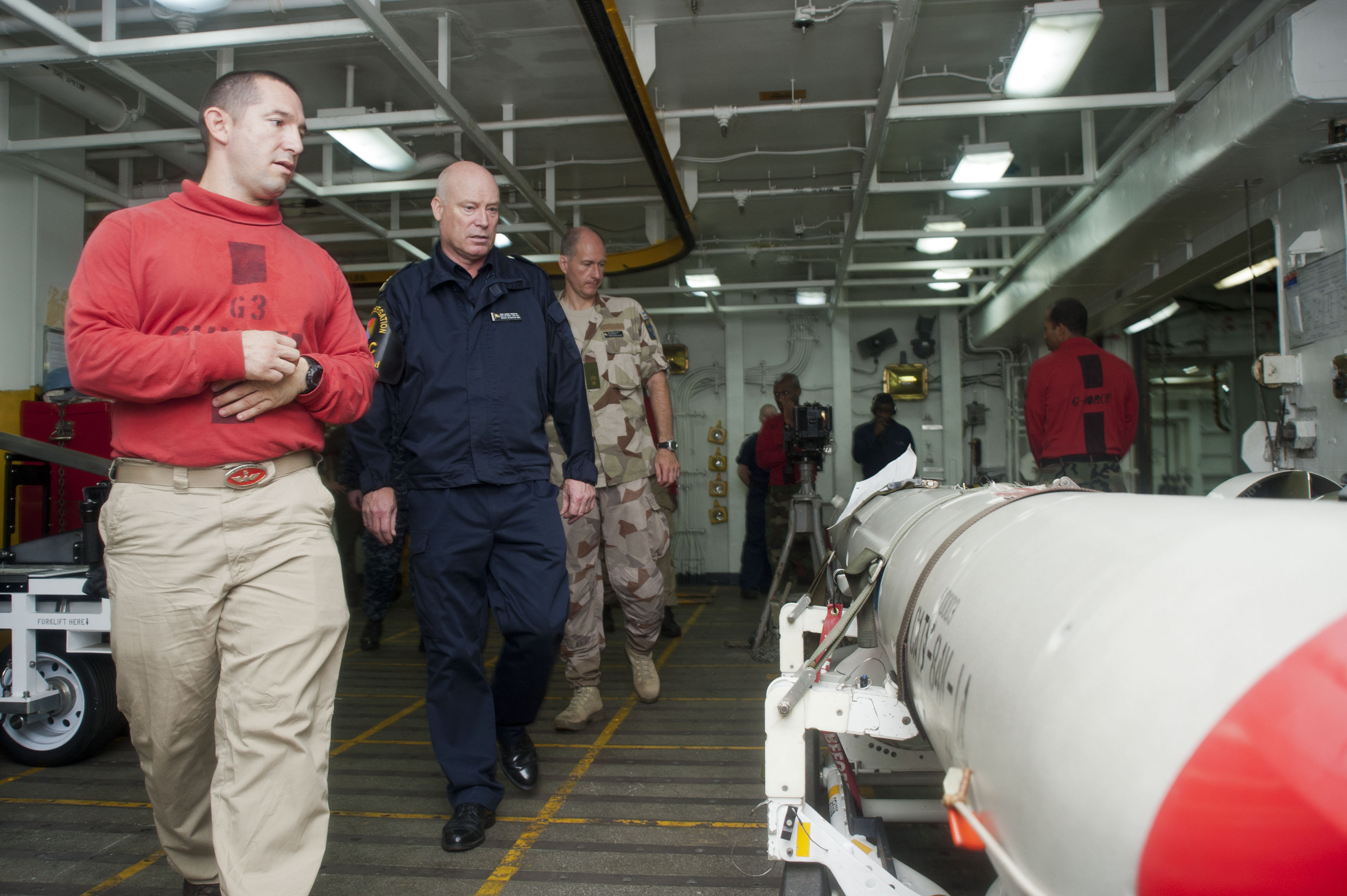
Anders Grenstad (tweede van links), als lid van de Neutral Nations Supervisory Commission, bezoekt de USS George Washington (CVN-73), 2012

Anders Lennart Grenstad (Stockholm, 22 juli 1958) is een Zweeds schout-bij-nacht. Van 1 juli 2005 tot 24 februari 2011 was hij marine-inspecteur, de bevelhebber van de Zweedse marine.

## Biografie
Grenstad werd in 1980 officier, nadat hij was afgestudeerd aan de Zweedse marineacademie. Van januari tot april 2005 was hij directeur van de marinebasis in Karlskrona, waarna hij marine-inspecteur werd, de hoogste functie van de Zweedse marine, als opvolger van Jörgen Ericsson. Op 24 februari 2011 werd hij opgevolgd door Jan Thörnqvist. Op 1 april 2011 werd Grenstad hoofd van de Zweedse delegatie in de Neutral Nations Supervisory Commission (NNSC) in de gedemilitariseerde zone tussen Noord-Korea en Zuid-Korea. In 2000 werd hij verkozen als lid van de Koninklijke Zweedse Academie van Marinewetenschappen. Sinds 2007 is hij lid van de Koninklijke Zweedse Academie van Oorlogswetenschappen.

## Loopbaan
- 1980 - Löjtnant (luitenant ter zee der 2e klasse)
- 1983 - Kapten (luitenant ter zee der 2e klasse oudste categorie)
- 1988 - Örlogskapten (luitenant ter zee der 1e klasse)
- 1998 - Kommendörkapten (kapitein-luitenant ter zee)
- 2002 - Kommendör (kapitein-ter-zee)
- 2005 - Flottiljamiral (commandeur)
- 2005 - Konteramiral (schout-bij-nacht)